# 유니프롯
유니프롯(UniProt)은 자유롭게 접근할 수 있는 단백질 서열 및 기능 정보 데이터베이스로, 많은 항목이 게놈 서열 분석 프로젝트에서 파생된다. 여기에는 연구 문헌에서 파생된 단백질의 생물학적 기능에 대한 많은 양의 정보가 포함되어 있다. 이는 여러 유럽 생물정보학 조직과 미국 워싱턴 DC의 재단으로 구성된 유니프롯 컨소시엄에 의해 유지 관리된다.

## 유니프롯 컨소시엄
유니프롯 컨소시엄은 유럽 생물정보학 연구소(EBI), 스위스 생물정보학 연구소(SIB) 및 단백질 정보 자원(PIR)으로 구성된다. 영국 힌스톤(Hinxton)의 웰컴 트러스트 게놈 캠퍼스(Wellcome Trust Genome Campus)에 위치한 EBI는 생물정보학 데이터베이스 및 서비스의 대규모 리소스를 호스팅한다. 스위스 제네바에 위치한 SIB는 단백질체학 도구 및 데이터베이스의 중앙 리소스인 ExPASy(Expert Protein Analysis System) 서버를 유지 관리한다.